# Ơ
Ơ, ơ (ofte kaldt “o with a hook” (o med en krog)) er et separat bogstav på Vietnamesisk. Det normale o på Vietnamesisk udtales for det meste som o’et i det engelske ord “hot” men mere nasalt, hvorimod ơ typisk udtales som når man siger  “øhh.”
Udover krogen benytter Vietnamesisk sig også af toner, så begge typer o’er kan se ud på mange måder, herunder:
Ợ Ớ Ỡ Ở Ờ Ơ og Ọ Ó Õ Ỏ O Ò
Vietnamesisk har også en tredje type o nemlig Ô. Dette udtales som det danske efternavn Olsen. Dette bogstav har de samme toner.
I alt kan man altså skrive O på 18 forskellige måder på Vietnamesisk, selvom O, Ơ og Ô betragtes som forskellige bogstaver, og derfor er der reelt kun 6 af hver.
 Der er for få eller ingen kildehenvisninger i denne artikel, hvilket er et problem. Du kan hjælpe ved at angive troværdige kilder til de påstande, som fremføres i artiklen.